# Штедельшуле
Высшая школа изобразительного искусства «Штедельшуле» (нем. Staatliche Hochschule für Bildende Künste — Städelschule) — государственная художественная школа в городе Франкфурте-на-Майне, основанная в 1817 году на средства, завещанные специальному фонду банкиром Иоганном Фридрихом Штеделем. Первоначально школа размещалась в здании на улице Neue Mainzer Straße — совместно с художественной галерей. В 1987 году бывший ректор школы Каспер Кёниг основал выставочный зал Портикус.

## История и описание
Банкир и предприниматель Иоганн Фридрих Штедель в своем завещании определил, что его состояние — включая коллекцию произведений искусства — должно перейти в фонд, предназначенный для основания в городе Франкфурт-на-Майне художественного училища. В 1817 году, через год после его смерти, данный фонд был создан под названием Штеделевский художественный институт; фонд включал в себя как художественную школу, так и галерею, выступавшую в качестве выставочного зала для работ учеников и выпускников. Фонд предоставлял стипендии талантливым авторам, проводил занятия по рисунку для горожан, а также — сделал саму коллекцию Штеделя доступной для широкой общественности.
В 1829 году были начаты занятия по живописи и скульптуре — этому предшествовал юридический спор в Страсбурге, продлившийся год и закончившийся урегулированием. В 1830 году художник-назареец Филипп Фейт прибыл из Рима во Франкфурт; в том же году администрация фонда решила разделить фонд на собственно коллекцию произведений искусства и отдельное образовательное учреждение. Фейт стал директором художественной коллекции, а также — профессором истории живописи в училище. В 1850 году Эдуард Якоб фон Штайнле стал его преемником в роли профессора.
Первоначально ВУЗ использовал здание на улице Neue Mainzer Straße — в котором также располагались и галерея; в 1878 году он переехал во франкфуртский район Заксенхаузен (Sachsenhausen), где также разместился в новом здании галереи. Преподавателем живописи с 1895 года являлся Ойген Климш (Eugen Klimsch, 1839—1896), а после него — Вильгельм Трюбнер. Во период реализации городской программы «Новый Франкфурт» (Neues Frankfurt), в 1920-х годах, Штедельшуле была объединена с Франкфуртской школой прикладного искусства, основанной в 1878 году; теперь ВУЗ обучал живописи, архитектуре и дизайну. Слияние осуществили ректор Фриц Вихерт (Fritz Wichert, 1878—1951) и профессор живописи Альберт Виндиш (1878—1967). В то время в институте были представлены как консервативные, так и прогрессивные направления в живописи.
В 1933 году — после художественно-политической «зачистки», произведенный пришедшими к власти в Германии национал-социалистами — художник-абстракционист и теоретик искусства Вилли Баумейстер был вынужден отказаться от профессорской позиции в области графического дизайна, типографии и текстильной печати; Виндиш взял на себя его курсы и студентов. Уже ушедший на пенсию Иоганн Винценц Циссарц (Johann Vincenz Cissarz, 1873—1942) был вынужден продолжить преподавать из-за нехватки персонала. При этом сама школа получила крупные правительственные контракты: включая художественное оформление олимпийской деревни в Берлине — для Олимпийских игр 1936 года. Виндиш был в числе ответственных за выполнение данного проекта. В 1942 году школа была переименована в Государственную высшую школу изобразительных искусств «Штедельшуле», при этом в неё перестали преподавать дизайн и прикладное искусство.
Сегодня Штедельшуле расположена в здании на улице Дюрерштрассе (Dürerstraße) — на южной стороне территории галереи. Мастерские и студии все ещё находятся на улице Даймлерштрассе во франкфуртском районе Остхафен (Osthafen). В 1987 году бывший ректор Каспер Кениг основал выставочный зал «Portikus» в качестве независимого выставочного пространства для учеников и преподавателей школы.
С 1989 по 1994 год в Штедельшуле существовал «Институт новых медиа» (INM), созданный Петером Вайбелем: студенты института занимались экспериментальным искусством и видео-артом, а также — изучали компьютерным и графические технологии «на предмет их применимости в художественной области». В период с 1992 по 1994 года профессором школы являлся лауреат премии «Otto-Mauer-Preis», художник и скульптор Франц Вест. В 2000 году Даниэль Бирнбаум стал главой школы; он покинул свой пост 30 сентября 2010 года. Его преемником был избран куратор и теоретика искусства Николаус Хирш; в 2014 году во главе школы встал искусствовед Филипп Пиротт (Philippe Pirotte, род. 1972). Штедельшуле и нью-йоркский Бард-колледж являются единственным художественным академиями, вошедшими в рейтинг «Power 100» от журнала ArtReview. В дополнение к изучению самого изобразительного искусства, ВУЗ предлагает степень магистра как в области архитектуры, так и кураторства.